# Kačanov
Kačanov – wieś (obec) na Słowacji położona w kraju koszyckim, w powiecie Michalovce. Pierwsze wzmianki o miejscowości pochodzą z roku 1304. 
Według danych z dnia 31 grudnia 2012, wieś zamieszkiwało 435 osób, w tym 215 kobiet i 220 mężczyzn.
W 2001 roku rozkład populacji względem narodowości i przynależności etnicznej wyglądał następująco:
- Słowacy – 98,22%
- Romowie – 1,53%
- Ukraińcy – 0,25%

Ze względu na wyznawaną religię struktura mieszkańców kształtowała się w 2001 roku następująco:
- Katolicy rzymscy – 44,53%
- Grekokatolicy – 12,21%
- Ewangelicy – 0,51%
- Prawosławni – 33,33%
- Ateiści – 3,82%
- Nie podano – 0,25%